# Vargyasi rovásfelirat

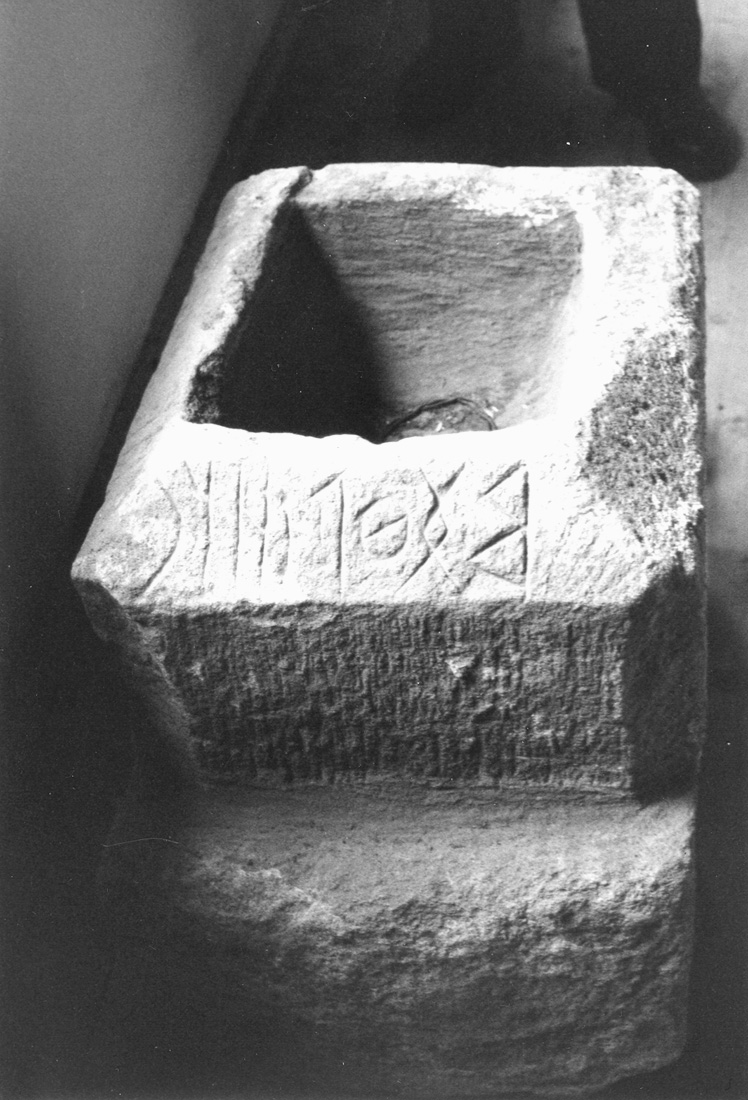
Középkori, 12. századi rovásírásos lelet.

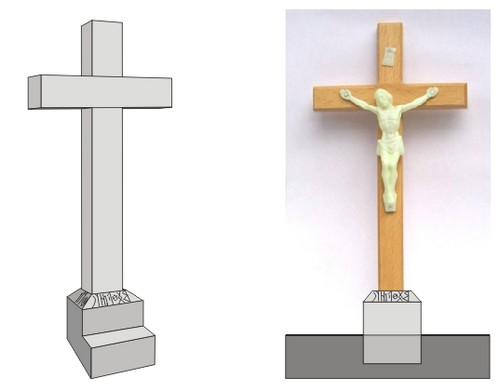
Funkciója szerint a kő a padozatba beépített kereszt-tartó lehetett. A funkció és a felirat összhangja: a keresztre feszített Jézus szavai találhatók a keresztet tartó kő peremére vésve.

A vargyasi rovásfelirat egy székely–magyar rovásírásfelirat, amely Vargyas faluban egy templomban használt kövön található.

## Olvasat
Bár más kísérlet is van az elolvasására, magyar nyelvészekkel történt konzultáció eredményeképpen leghitelesebbnek  Vékony Gábor régész munkája alapján kialakult olvasat látszik. Szerinte a felirat egy idézet János Evangéliumából, (Jn 19,26). A felirat olvasata: "imé fioγ të neküd", ami mai magyar nyelven: "Íme a Te fiad!". A Biblia szerint ezt mondta Jézus Krisztus a keresztfán Szűz Máriának János apostolra vonatkozóan.
Vékony szerint a felirat érdekessége, hogy tartalmaz egy olyan karaktert, ami a ma már a magyar nyelvből kihalt zöngés veláris spiráns hangot jelölte (γ). Ezt a jelet mások a székely-magyar rovás R betűnek olvassák. A zöngés veláris spiráns megtalálható mind a kárpát-medencei rovásban, mind pedig a kazáriai rovásban.

## Forrásművek
- Ráduly János (1994): A vargyasi rovásemlék olvasata. Romániai Magyar Szó, Új Sorozat No. 1502-1503 (26-27 November) “Szabad Szombat” melléklet No. 47, 1994
- Ráduly, János (2008a): Beszélő rovásemlékek – Adalékok rovásírásunk ismeretéhez [Talking Rovas Relics – Data to the Knowledge of Our Rovas Script], Marosvásárhely: Hoppá Kiadó, ISBN 978-973-151-028-6.
- Ráduly, János (2008b): Támlap a rovásírásos emlékekhez [Support for our Rovas scripting relics]. In: Örökségünk [Our Heritage]. Vol. 2, 2008, No. 1, pp. 12-13
- Vékony Gábor (2004): A székely írás emlékei, kapcsolatai, története. Budapest: Nap Kiadó. ISBN 963-9402-45-1
- https://www.academia.edu A_vargyasi_felirat_és_történelmi_háttere

## Külső webes hivatkozások
- Dr. Hosszú Gábor: Interjú a Magyar Katolikus Rádió Nyelvédesanyánk c. műsorában, szerkesztő: Gyarmathy Dóra. 2012. november 18. 15.00, a felvételen 13:50-nél kezdődik az interjú. (magyarul)
- Dr. Hosszú Gábor: A számítógépes paleográfia haszna. Interjú a Magyar Rádió Határok nélkül c. műsorában. 2012. július 10, az első 1:30 perc.[halott link] (magyarul)